# Brauerei Gebr. Maisel

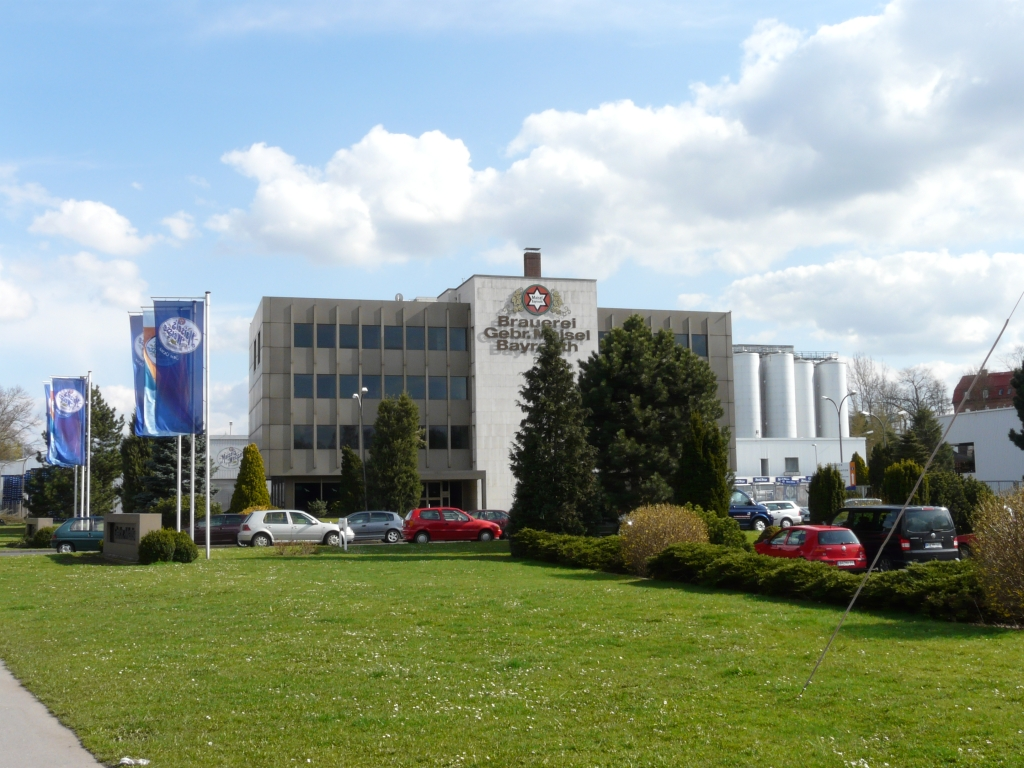
Ehemaliges Verwaltungsgebäude der Brauerei Gebrüder Maisel an der Hindenburgstraße

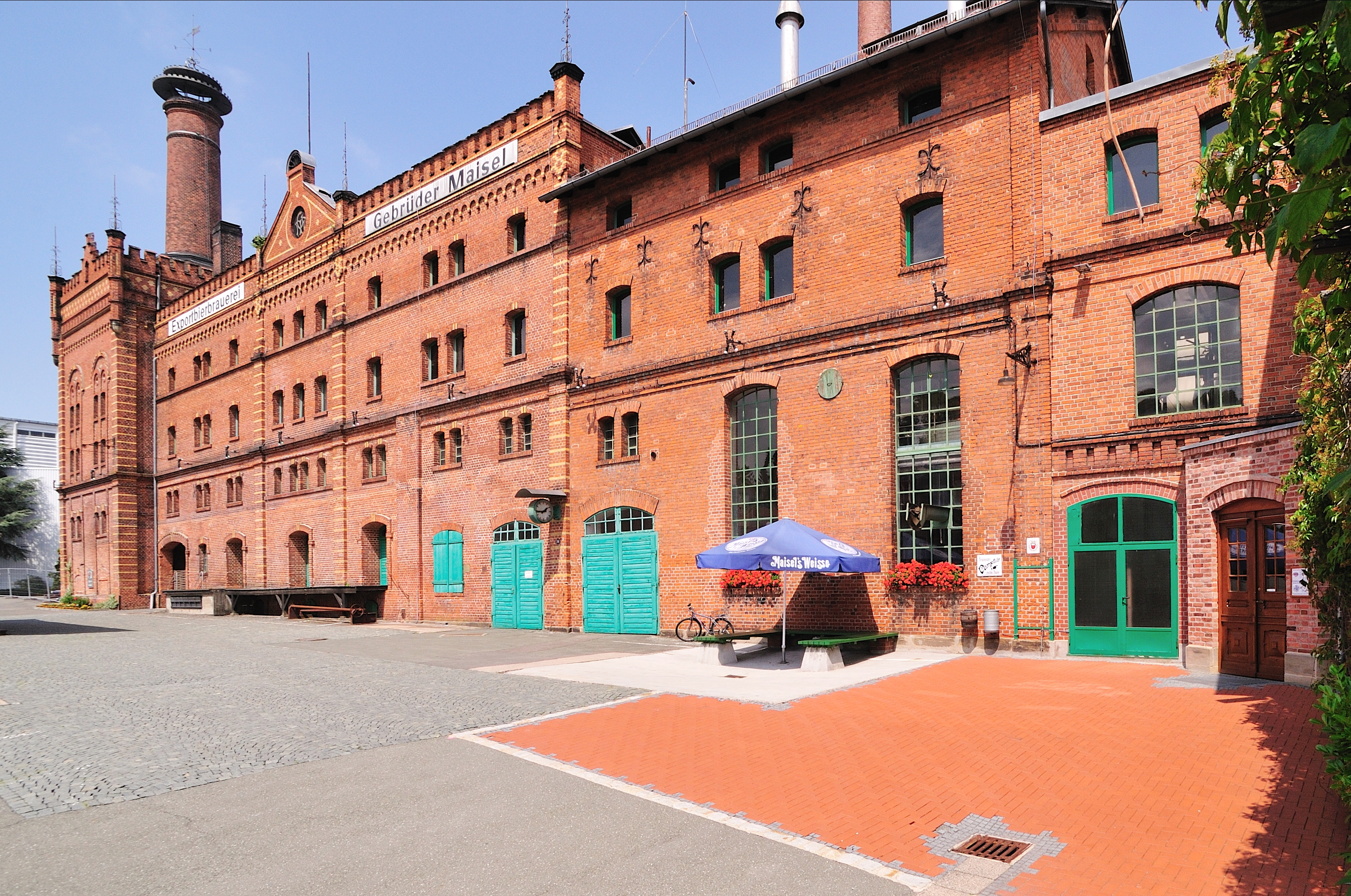
Altbau an der Kulmbacher Straße, jetzt Brauereimuseum in Maisel's Bier-Erlebniswelt

Die Brauerei Gebr. Maisel GmbH & Co. KG im oberfränkischen Bayreuth ist vor allem durch die Weizenbiermarke Maisel's Weisse bekannt. Insgesamt liegt der Ausstoß der Brauerei bei über 800.000 Hektolitern.

## Geschichte
Wie alle Einwohner des Dorfs Obernsees hatte Friedrich Maisel das Braurecht, sein Sohn Andreas (geb. 1843) baute das elterliche Anwesen zu einer modernen Brauerei und Mälzerei um. Die Brauerei Maisel in Obernsees existierte von 1852 bis 1982. 1887 gründeten Friedrich Maisels Söhne Eberhardt (geb. 1841) und Hans (geb. 1859) im nahen Bayreuth die Brauerei Gebrüder Maisel. Für 32.000 Mark erwarben sie ein Grundstück an der Kulmbacher Straße im Stadtteil Kreuz. Am 12. Januar 1887 genehmigte der Stadtmagistrat die „Erbauung eines neuen Brauhauses mit Kellereianlage“. Im folgenden Herbst standen bereits der Lagerbierkeller mit Kontorgebäude, das Sudhaus und ein Maschinen- und Dampfkesselhaus.
Mitten in der Weltwirtschaftskrise der 1920er Jahre übernahmen Fritz und Andreas, die Söhne der Gründer, die Führung der Brauereigeschäfte. Ab 1936 leitete Fritz Maisel den Betrieb in eigener Verantwortung. 1955 traf er gemeinsam mit seinen Söhnen Hans und Oscar eine weitreichende Entscheidung, die Einführung eines Weißbiers, das zunächst „Champagner-Weizen“ genannt wurde. Aus der regionalen Brauerei Gebrüder Maisel wurde eine Spezialbierbrauerei, deren Biere auch über die Grenzen Deutschlands hinaus vertrieben werden. Hans Maisel (1928–2015) kümmerte sich um den kaufmännischen, sein Bruder Oscar (1930–2021) um den technischen Bereich der Firma.
In den frühen 1970er Jahren entstand unterhalb der alten Brauerei im Talgrund des Roten Mains ein moderner neuer Braubetrieb. Das Verwaltungsgebäude mit der einst innovativen Fassade stammt aus dem Jahr 1974. In jenem Jahr wurde die Produktion in die neuen Anlagen verlagert. Aus dem denkmalgeschützten alten Gebäude am Hang des Roten Hügels wurde 1981 Maisel’s Brauerei- und Büttnereimuseum.
Inzwischen hat die vierte Generation die Geschicke der Brauerei übernommen. 1996 übergab Oscar Maisel den Betrieb an seinen Sohn Jeff und dessen 2007 verstorbenen Cousin Andreas, er selbst schied im Jahr 2000 aus der Firma aus. Zur Brauerei Gebrüder Maisel gehört auch die Bayreuther Bierbrauerei AG, in der Jeff Maisel den Aufsichtsrat führt.
Anfang 2001 schloss die Brauerei eine Allianz mit der Brauerei C. & A. Veltins, die einen 35-prozentigen Anteil an der Brauerei Gebrüder Maisel übernahm. Seit dem 30. Dezember 2005 ist die Brauerei wieder vollständig in Familienbesitz. Eine Vertriebskooperation bleibt weiterhin bestehen.
Das Edelhopfen Diät-Pilsner war Marktführer im Segment der Diät-Biere. 2012 wurde es umbenannt in Edelhopfen Extra. Mit der Marke Maisel & Friends wird seit 2012 das wachsende Craftbier-Marktsegment bedient. Es entstehen neben Interpretationen internationaler Biertypen immer wieder „Co-Brewing“-Produkte mit befreundeten Brauereien.
Im Juni 2021 wurde bekannt, dass ein weiterer Braustandort erwogen wird, da die Kapazität der Brauerei „am Limit“ sei. Angedacht sei ein zusätzliches Brauhaus auf einer rund 5 ha großen Fläche zwischen der Bundesstraße 85 und Oberobsang. Auch dort soll mit Quellwasser aus dem Fichtelgebirge gebraut werden.

## Bier-Erlebniswelt und Weissbierfest
Seit dem Jahr 2016 wird das Brauereimuseum, die Gastronomie Liebesbier sowie das Sudhaus der Brauwerkstatt unter der Marke Maisel's Bier-Erlebniswelt zusammengefasst. Maisel's Brauerei- und Büttnerei-Museum im alten Brauhaus wurde durch die Biergläser- und Krüge-, Emailleschilder- und Bierdeckelsammlung 1988 als „umfangreichstes Biermuseum der Welt“ ins Guinnessbuch der Rekorde aufgenommen. Auf rund 2.400 m² sind unter anderem 400 Emaille-Schilder und ca. 5500 Bierkrüge und -gläser ausgestellt. Die Brauerei Gebrüder Maisel hat die alte Brauerei aus der Gründerzeit als „Museum zum Anfassen“ erhalten mit funktionierendem Maschinenhaus, Sudhaus und Büttnerei. Das Museum hat im Jahr rund 15.000 Besucher. Maisel's Bier-Erlebniswelt kann im Rahmen von Führungen oder mithilfe eines Audioguides erkundet werden. Zudem werden viele weitere Führungen (z. B. Bierkutscher-Führung) sowie Biertastings angeboten.
Im Januar 2022 eröffnete auf dem Brauereigelände von Maisel & Friends das Liebesbier Urban Art Hotel mit 67 Zimmern, von denen jedes von einem von 80 Streetart-Künstlern aus über 30 Ländern gestaltet wurde.
Seit 1987 veranstaltet die Brauerei jährlich an vier Tagen auf dem Brauereigelände das Maisel's Weissbierfest bei freiem Eintritt. Anlass war das hundertjährige Bestehen der Brauerei. Oscar und Hans Maisel öffneten damals die Brauerei, um mit den Bürgern zu feiern.

## Sortiment
- Maisel’s Weisse Original
- Maisel’s Weisse Leicht, zunächst (seit 1991) als Maisel’s Weisse Light[20]
- Maisel’s Weisse Alkoholfrei
- Maisel’s Weisse Dunkel
- Maisel’s Weisse Kristall
- Maisel's Weisse Bajuwarus
- Bayreuther Bio-Weisse (von 2007 bis 2018)[21]
- Maisel’s Pilsner
- Edelhopfen Extra
- Kritzenthaler Alkoholfreies Pilsner (eingestellt 2017)[22]

### Maisel & Friends
- Maisel & Friends Chocolate Bock
- Maisel & Friends India Ale
- Maisel & Friends Bavaria Ale
- Maisel & Friends Hell
- Maisel & Friends Pale Ale
- Maisel & Friends IPA
- Maisel & Friends Alkoholfrei
- Maisel & Friends West Coast IPA
- Maisel & Friends Irish Stout (Fassbier)
- Maisel & Friends Irish Red (Fassbier)

(Stand: 12/2024)

## Auszeichnungen
- 2017: Goldene BierIdee des Bayerischen Brauerbundes und des Bayerischen Hotel- und Gaststättenverbandes[23]
- 2023: Brauerei des Jahres bei der Finest Beer Selection[24]
- 2024: Brauerei des Jahres bei der Finest Beer Selection[25]
- 2024: Visitor Attraction of the year bei den World Beer Awards[26]